# Nikolaus Laing
Nikolaus Johannes Laing (* 5. Dezember 1921 in Vechta; † 8. Dezember 2013 in Stuttgart) war ein deutscher Ingenieur, Meteorologe und Physiker, der als Unternehmer ein eigenes physikalisch-technisches Institut leitete, Patente anmeldete und seit Anfang der 1970er Jahre durch Ideen zur Lösung der Ölkrise mit Hilfe von Sonnenenergie bekannt wurde.

## Werdegang
Laings Vater war der Altphilologe Alexander Laing, ein Nachkomme des britischen Majors und Afrikaforschers Alexander Gordon Laing. Seine Mutter war Henriette Laing geb. Hoyng.
Nach dem Abitur machte Laing ein Hochschulpraktikum als Flugzeugbaumeister und war während des Zweiten Weltkriegs Testpilot. Nach dem Krieg studierte er Meteorologie und Physik in Göttingen und Karlsruhe. Bereits während des Studiums brachte ein mit seiner späteren Frau Inge Melchior entwickeltes Patent für Staubsaugergebläse ein Startkapital von 300.000 DM.

## Erfinder und Unternehmer
Laing gründete in Aldingen ein physikalisch-technisches Forschungsinstitut, dessen Chef und Eigner er wurde. Das Prinzip seines Unternehmens beruhte darauf, als unabhängige Institution neue technische Lösungen für industrielle Probleme zu entwickeln, die dann verkauft werden konnten. 1956 erfanden Laing und der Ingenieur Bruno Eck gemeinsam den Tangentiallüfter. Die Tangential- oder Querstromventilatoren beruhen auf einem hohlzylindrischen Rotor mit zahlreichen schmalen Schaufelblättern als Umhüllung, erzeugen geringe Laufgeräusche und besitzen ein sehr gutes Regelverhalten. Der Tangentiallüfter ließ sich preiswert erzeugen und eroberte innerhalb von zwei Jahrzehnten große Märkte. Er kommt in Haartrocknern, Heizlüftern, Nachtspeicheröfen und  Klimageräten, somit in fast jedem Haushalt der Industrieländer, zum Einsatz. 1967 stellte Nikolaus Laing die Entwicklung eines völlig neuen Elektromotors vor. Der in Form einer Kugelkappe aufgebaute Rotor dieses Motors schwebt fast berührungslos in einer Pfanne und wird von einem magnetischen Drehfeld angetrieben.  Damit entfielen die bis dahin typischen Probleme von Elektromotoren, welche mit den üblichen Wellen und Lagern hohe Laufgeräusche und einen unerfreulichen Verschleiß aufwiesen. Bis Anfang der 1970er Jahre meldete Laing über 1700 Patente an, darunter auch Magnetfeldpumpen, Tauchpumpen und Einspritzpumpen. Der Industrieumsatz von Produkten, die auf seinen Patenten beruhten, stieg 1972 erstmals auf über zwei Milliarden DM, der Jahresumsatz seines Forschungsinstituts auf mehr als zehn Millionen DM. 1972 arbeiteten in seinem Betrieb 114 Wissenschaftler aus den Fachrichtungen Physik, Chemie, Elektrotechnik und weiteren Ingenieursdisziplinen. Auch in den USA wurde Laing unternehmerisch aktiv und gründete zusammen mit Robert B. Anderson 1965 die Laing-Vortex-Inc. in New York. Es wurden zahlreiche US-Produkte nach über 100 Laing-Patenten hergestellt.

## Visionär zur Nutzung der Sonnenenergie
Bedingt durch die Ölkrise von 1973 machte Laing mit einem neuartigen Konzept der sogenannten Energiekaskade auf sich aufmerksam. Wasser aus den unterirdischen Nordsahara-Seen sowie aus anderen Gewässern in Afrika und auf der Iberischen Halbinsel sollte mit Hilfe von speziellen Sonnenkollektoren in der Sahara auf 650 Grad Celsius aufgeheizt und so in Hochdruckwasserdampf umgewandelt werden. Die darin gespeicherte Wärmeenergie sollte durch ein von Laing entwickeltes Rohrsystem nach Mitteleuropa transportiert werden und dort den Energieverbrauchern zur Verfügung gestellt werden. Laing hatte die dafür nötige Technologie wie Sonnenkollektoren, Wärmegleichrichter, Energiespeicher und insbesondere das superisolierte, nichtmetallische Rohrsystem bereits fertig entwickelt. Die Vision war unter anderem, selbst das noch warme Rücklaufwasser aus den Gebäudeheizungen und Industrieanlagen durch Hohlarmierungen in Straßen und Brücken fließen zu lassen und damit immer schnee- und eisfreie Autobahnen zu gewährleisten. Wo die Sonnenenergie für diese Warmwasserkaskade in zu weit nördlich gelegenen Ländern nicht ausreichte, sollte statt Öl und Kohle die Kernenergie zur Aufheizung des Wassers dienen. Diese Vision hätte eine internationale Zusammenarbeit aller am Projekt beteiligten afrikanischen und europäischen Staaten erfordert. Um diese Koordinierung sollte sich eine Sonnenenergie-Kommission kümmern, mit dessen Leitung der mit Laing befreundete Politiker Hans Leussink betraut sein sollte. Acht Jahre Forschung investierte Laing, bis der Energietransport durch Wasserdampf im superisolierten Röhrensystem gelöst schien.
Die Nutzung der Sonnenenergie bestimmte fortan Laings weiteres Leben nachhaltig. 1978 stellte er erstmals nichtalternde Latentwärmespeicher und ein Kalt-Fernwärmesystem auf Latentspeicherbasis vor. 1979 hielt er in der Stuttgarter Liederhalle einen Vortrag zum Thema Solarenergie und Energiekaskade, der jedoch auf große Skepsis stieß. Laing entschloss sich unter dem Eindruck, dass seine Ideen zur Umstellung auf Solar-Energieversorgung in Europa nicht umzusetzen waren, mit seiner Frau in die Vereinigten Staaten von Amerika auszuwandern.

## Forschung und Entwicklung am Solarmarin-Konzept
Das Ehepaar Laing siedelte nach Kalifornien über. 1984 stellte Laing das Solarmarin-Konzept vor, welches er sich zwei Jahre zuvor hatte patentieren lassen. Es war als wirtschaftliche Herangehensweise an ein solares Großkraftwerk gedacht. Das Konzept ging davon aus, dass bei Sonnenkraftwerken auf dem Festland ein zu hoher Flächenverbrauch nötig wäre. Stattdessen sollten viele Quadratkilometer große schwimmende Solarinseln aus Kunststoff vor den Meeresküsten hergestellt werden. Die darauf befindlichen Sonnenkollektoren sollten warmes Wasser erzeugen, welches in einer von der Insel abgehängten Folienblase gespeichert werden konnte. Als Kühlwasser für das Kraftwerk war Tiefenwasser vorgesehen. Diese Idee trieb das Physikerpaar nun zwei Jahrzehnte lang in Kalifornien voran. Das Ehepaar Laing gründete die Firma Pyron Solar Inc., um ein Fotovoltaik-System für großtechnische Nutzung zu entwickeln. Als Geschäftsführer konnten die Laings Edward C. Nixon gewinnen, einen Bruder des vormaligen US-Präsidenten Richard Nixon. 2004 entstand die Pilotanlage des Laing-Solar-Generators in einem Reihenhausgarten eines Mitarbeiters in El Cajon bei San Diego. Im April 2005 berichtete Die Zeit unter der Schlagzeile Die Super-Zelle von der vielversprechenden Anlage. Die dabei zum Einsatz gebrachten Konzentrator-Zellen hielt Ernst Ulrich von Weizsäcker als Vorsitzender des Umweltausschusses im Bundestag für eine kostengünstigere Alternative gegenüber der herkömmlichen Fotovoltaik. Obwohl 2005 das Ziel einer kommerziellen Nutzung des Konzepts nahe schien, stellten sich in den folgenden Jahren bei Nikolaus Laing gesundheitliche und wirtschaftliche Probleme ein, die ihn schließlich zum verlustvollen Verkauf seiner Firma und seiner Patente zwangen. Das Ehepaar Laing kehrte nach Stuttgart zurück. Trotz vieler Rückschläge in seinen späteren Jahren blieb das Ehepaar bis ins hohe Alter erfinderisch, was in zahlreichen Patenten seinen Niederschlag fand.

## Familie
Nikolaus Laing war katholisch und seit 1950 verheiratet mit der fünf Jahre jüngeren Physikerin Ingeborg (Inge) Laing geb. Melchior, welche er an der Universität Karlsruhe kennengelernt hatte. Seine Frau Inge hatte großen Anteil am Erfindungsreichtum ihres Mannes. Aus der Ehe gingen drei Söhne und drei Töchter hervor. Nikolaus Laing wurde am 13. Dezember 2013 in Remseck im Stadtteil Aldingen beigesetzt.

## Publikation
- Energie, Herausforderung an den schöpferischen Geist. Stadtverwaltung, Heilbronn 1978

## Belege
1. ↑  Traueranzeige für Nikolaus Laing
2. 1 2 3 4 5 6 7  Klaus Eichmüller: Erfinder-Ehepaar Laing. Stuttgarter Nachrichten, 25. Mai 2011.
3. ↑  Felix R. Paturi: Chronik der Technik. Dortmund 1988, S. 483 f.
4. ↑  Felix R. Paturi: Chronik der Technik. Dortmund 1988, S. 512
5. 1 2 3 4 5 6 7 8  Erfinder. Traum ohne Grenzen Der Spiegel 8/1974.
6. ↑  Felix R. Paturi: Chronik der Technik. Dortmund 1988, S. 554
7. 1 2 3 4  Felix R. Paturi: Chronik der Technik. Dortmund 1988, S. 574
8. 1 2 3 4 5  Cerstin Gammelin: Energie Spezial: Die Super-Zelle. DIE ZEIT Nº 18/2005
9. ↑  Liste einiger in den USA registrierter Patente seit den frühen 1970er Jahren

| Personendaten    | Personendaten                                 |
| ---------------- | --------------------------------------------- |
| NAME             | Laing, Nikolaus                               |
| ALTERNATIVNAMEN  | Laing, Nikolaus Johannes (vollständiger Name) |
| KURZBESCHREIBUNG | deutscher Ingenieur, Meteorologe und Physiker |
| GEBURTSDATUM     | 5. Dezember 1921                              |
| GEBURTSORT       | Vechta                                        |
| STERBEDATUM      | 8. Dezember 2013                              |
| STERBEORT        | Stuttgart                                     |